# Tokat (district)
Tokat is een Turks district in de provincie Tokat en telt 181.262 inwoners (2007). Het district heeft een oppervlakte van 1923 km². Hoofdplaats is Tokat.
De bevolkingsontwikkeling van het district is weergegeven in onderstaande tabel.
| 1997    | 2000    | 2007    |
| ------- | ------- | ------- |
| 158.288 | 174.700 | 181.262 |